# Théodred
Théodred (2978–23.2. 3019 T. v.) je fiktivní postava z Tolkienova světa. Po smrti svého otce se měl stát osmnáctým králem Rohanu. Ve filmovém zpracování trilogie režiséra Petera Jacksona jej hrál novozélandský herec Paris Howe Strewe.

## Život
Théodred byl jediným potomkem rohanského krále Théodena a jeho ženy Elfhild. Jeho matka však zemřela krátce po porodu. Théodred poté vyrůstal spolu se svým bratrancem Éomerem, kterého miloval stejně jako vlastního bratra. Byl vychováván tak, aby byl připraven převzít vládu po svém rychle stárnoucím otci. Théodenovo špatné zdraví však způsoboval prostřednictvím svého sluhy Grímy Červivce čaroděj Saruman, který posléze zcela ovládl královu mysl. Králův syn velel zesláblému rohanskému vojsku, které stálo proti obrovské přesile skřetů a zlých lidí z Vrchoviny. Théodred padl 23. února 3019 při obraně brodů přes řeku Želíz v první bitvě na brodech Želíze.

## Adaptace
Ve filmu Petera Jacksona hraje postavu Théodreda novozélandský herec Paris Howe Strewe. Na rozdíl od Tolkienova originálu Théodred v bitvě se Sarumanovými skřety neumírá, ale je těžce raněný nalezen svým bratrancem Éomerem, který jej odváží do Edorasu. Tam však, i přes péči jeho sestřenice Éowyn, na svá zranění umírá. Ve filmu je též naznačeno, že v Théodredově smrti byl zapleten také Gríma Červivec. Ačkoliv měl Théodred podle knihy v době své smrti 41 let, je ve filmu ztvárněn jako mladý muž okolo 20 až 25 let.